# Richard Bell (artiste)
Pour les articles homonymes, voir Richard Bell (homonymie) et Bell.
Richard Bell, né le 13 décembre 1953 à Charleville, dans le Queensland (Australie), est un artiste peintre et militant politique aborigène australien.

## Biographie
Richard Bell est l'un des fondateurs de proppaNOW, un collectif d'artistes aborigènes basé à Brisbane.
Né en 1953 à Charleville (Queensland), Bell est une personnalité du peuple kamilaroi. Il vit à Brisbane, dans le Queensland.
Bell attire l'attention de la communauté au sens large après sa peinture Scientia E Metaphysica (Bell's Theorem) 240 × 540 cm qui remporte le prix national d'art aborigène et insulaire du détroit de Torres 2003 attribué par Telstra. L'œuvre met en évidence le texte « Aboriginal Art – It's A White Thing ».
En 2006, le critique d'art du Queensland, Rex Butler, présente son travail pour le magazine Australian Art Collector.
Bell suscite la controverse en avril 2011 après avoir révélé qu'il avait sélectionné le lauréat du prestigieux prix Sir John Sulman au hasard, par le lancer d'une pièce de monnaie.
En mars 2012, Bell remporte un procès contre une personne qui avait émis un avis de retrait en 2011, pour « menaces injustifiables de violation du droit d'auteur », et obtient 147 000 $ en dommages-intérêts, créant « un précédent important ».
En 2013, il présente la série télévisée en huit épisodes Color Theory à la National Indigenous Television.
Son autoportrait est finaliste du prix Archibald 2015.